# المعاهدة الأنجلو عراقية (1922)
المعاهدة الأنجلو-عراقية هي معاهدة عقدت في أكتوبر 1922 وكانت قد وقعتها حكومة بريطانيا العظمى والحكومة العراقية. صممت المعاهدة للسماح بالحكم الذاتي المحلي مع إعطاء السيطرة البريطانية على الشؤون الخارجية والعسكرية.
أبرمت الاتفاقية على أساس الاتفاق في مؤتمر القاهرة عام 1921 والذي نتج عنه إنشاء مملكة هاشمية في العراق.